# Reid Smith
Reid Bryce Smith (ur. 8 maja 1949 w Burbank, zm. 16 października 2001. w Burbank) – amerykański aktor telewizyjny i filmowy, biznesmen (zarządca nieruchomości).

## Życiorys

### Wczesne lata
Urodził się w Burbank w Kalifornii jako syn June Benoit oraz telewizyjnego spikera i modela, Verne’a Smitha, którego głos był znany przede wszystkim z sitcomu ABC Przygody Ozzie'go i Harriet (The Adventures of Ozzie and Harriet, 1952-66) z udziałem Ozziego Nelsona i Harriet Nelson. Verne Smith opuścił rodzinę, gdy Reid miał zaledwie pięć lat. Do czasu, gdy miał dziewięć lat, pomagał i wspierał swoją matkę i trzy siostry. Twierdził, że marzył o zostaniu gangsterem, ale poszedł do legalnej działalności.
Studiował na wydziale ekonomii i produkcji telewizyjnej w University of California w Los Angeles. Pracował jako producent reklam telewizyjnych i sprzedawca używanych samochodów, koni Appaloosa, sztuki i antyków.

### Kariera aktorska
Po występie w dramacie Późna Liz (The Late Liz, 1971) obok Anne Baxter i Steve’a Forresta, w 1973 roku został obsadzony w roli oficera Norma Hamiltona w dwudziestu odcinkach serialu policyjnego NBC Chase (1973-74). Pojawił się potem w dramacie sensacyjnym Nastolatka (Teenager, 1974) z udziałem Johna Holmsa (jako funkcjonariusza policji) oraz gościnnie w wielu serialach, m.in.: Mork i Mindy (Mork & Mindy, 1980), Airwolf (1985), Dynastia Colbych (The Colbys, 1986), Dynastia (Dynasty, 1987), Prawnicy z Miasta Aniołów (L.A. Law, 1990) oraz Knots Landing (1991). Zagrał postać szeryfa Petersona w komediodramacie Johna Landisa Ucieczka w noc (Into the Night, 1985) obok Jeffa Goldbluma i Michelle Pfeiffer.

### Życie prywatne
Był związany z Jaclyn Smith (1976-77) i Maud Adams (1978-81). W 1980 Smith pobierał lekcje gry w tenisa u swojego przyjaciela Sonny’ego Bono, przed jego późniejszą karierą polityczną.

## Filmografia

### Filmy fabularne
- 1970: Obłęd i krew (Blood Mania) jako chłopiec na basenie
- 1970: Dinah East jako Jeff East
- 1971: The Late Liz jako Alan Trowbridge
- 1973: Chase (TV) jako Norm Hamilton
- 1974: Teenager (Nastolatka) jako Eddie
- 1982: Tennessee Stallion jako Joe Sharp
- 1983: Malibu (TV) jako Tad
- 1984: Anatomy of an Illness (TV) jako lekarz rezydent
- 1985: Ucieczka w noc (Into the Night) jako szeryf Peterson
- 1994: Zabić motyla (The Killing Jar) jako Alan Armstrong

### Seriale TV
- 1972: Bonanza jako Wells
- 1972: Jigsaw
- 1973: Columbo jako Andy Stevens
- 1973-74: Chase jako Norm Hamilton
- 1974: Cyborg: Sześcio-milionowo-dolarowy człowiek (The Six Million Dollar Man) jako porucznik
- 1980: Mork i Mindy (Mork & Mindy) jako Wheels
- 1980: Diukowie Hazzardu (The Dukes of Hazzard) jako McGraw
- 1983: Remington Steele jako Teddy Bennett
- 1984: Riptide jako Chip Ross
- 1984: Mike Hammer jako Gary Reddin / Stan
- 1985: Hollywood Beat
- 1985: Airwolf jako Dennis Slade / Pilot #1
- 1985: Misfits of Science jako Backyard Investigator
- 1986: Nieustraszony (Knight Rider) jako Stocker
- 1986: Capitol jako Andrew
- 1986: Dynastia Colbych (The Colbys) jako Worker
- 1987: Dynastia (Dynasty) jako Larry
- 1988: Sonny Spoon jako Nico
- 1990: Prawnicy z Miasta Aniołów (L.A. Law) jako Douglas Wittenberg
- 1990: Obława (Dragnet) jako Sam Potts
- 1991: Knots Landing jako strażnik